# Venteuil

Venteuil este o comună în departamentul Marne, Franța. În 2009 avea o populație de 602 de locuitori.